# 透明ドリちゃん
『透明ドリちゃん』（とうめいドリちゃん）は、1978年1月7日から7月1日まで、テレビ朝日系列で毎週土曜19時30分 - 20時（JST）に全25話が放送された、東映・テレビ朝日制作の特撮テレビドラマ。

## あらすじ
主人公の青山ミドリは、ある日、弟の虎男とともに妖精の国、フェアリー王国に連れて行かれる。そこでミドリは、11年間行方不明になっているフェアリー王国の王女ゼリアンとして迎えられるが、それを事実として受け入れられない彼女は、妖精界に留まることを拒否する。
ガンバス大王は仕方なく、透明になれる魔法の玉・ドリームボールと、妖精を呼び出せる魔法のベル・フェアリーベルを授け、「周囲の者に夢と勇気と希望を与え続けること」「妖精界の秘密を他人に知られたらカエルになること」を条件として、姉弟を人間界へ帰すことにする。
ミドリと虎男は身辺で起こる数々の事件を、ドリームボールとフェアリーベルで解決していく。

## 登場人物

### 人間界
青山 ミドリ（）
小学5年生。通称ドリちゃん。
ガンバス大王に10年前に行方不明となった王女ゼリアンと間違われたことから、ドリームボールを与えられる。
- 「ドリちゃん」のネーミングは、同じ東映制作の特撮テレビドラマ『がんばれ!!ロボコン』にて、主人公のロボット・ロボコンが人間の少女・大山みどりのことを「ドリちゃん」と呼んでいたことに由来する。同作品のメインライターだった上原正三も、本作品に参加している。

青山 虎男（）
ミドリの弟。小学2年生。後にゼリアンの弟ピピルとなる。
青山 竜夫（）
ミドリの父。動物病院を経営する獣医。
青山 梅子（）
ミドリの母。
白川 菊子
大介の祖母。
白川 大介（）
ミドリのボーイフレンド。
熊野 幸治（）
ガキ大将。通称ボス。
黒田、石山、浜
ボスの子分。
雪原 純子
先生。
雷教頭
教頭。

### フェアリー王国
ガンバス大王
フェアリー王国の大統領。
ガンバス王妃
大王の妻。
石の精 ドンパ
フェアリーの秘密捜査官。自由に石を操る能力を具える。
火の精 ボーム
火を操る妖精。大きな耳で空を飛び、尻尾の先や長い鼻から炎を出す。
水の精 オンディーヌ
水を操る人魚の妖精。自在に水を操る能力を持つ。
風の精 ジャック
風を操る妖精。デベソと大きな目が特徴。自由に風を操る能力を持つ。
土の精 ズーン
土を操る妖精。巨大な体を持ち、飛び跳ねることで地震を起こすことが可能。

## 出演者
- 青山ミドリ／ゼリアン王女 - 柿崎澄子
- 青山虎男／ピピル王子 - 安藤聖一
- 青山竜夫 - 佐藤允
- 青山梅子 - 吉野佳子
- 白川菊子 - 曽我町子
- 白川大介 - 安藤一人
- 熊野幸治 - 武田雄二
- 黒田 - 吉山和昭
- 石山 - 野田利明（第1話 - 第3話）
- 石山 - 八幡洋之（第4話 - 第25話）
- 浜 - 藤木武司
- 雪原純子 - 小牧りさ
- 雷教頭 - 杉義一（第2話・第11話・第13話）
- ガンバス王妃 - 藤島くみ
- ガンバス大王 - 藤村有弘

### 声の出演
※すべてノンクレジット。
- 石の精 ドンパ - 永井一郎
- 火の精 ボーム - 依田英助
- 水の精 オンディーヌ - 桂玲子
- 風の精 ジャック - 里見たかし
- 土の精 ズーン - 渡部猛
- 草の精 - 依田英助（第16話・第21話）

### ゲスト出演者
- ボスの母 - 有崎由見子（第1話、第21話）
- 中川ユウイチくん - 中野宣之（第2話）
- ユウイチの母 - 木村翠（第2話）
- 居眠り先生 - 平野正明（第2話）
- チンピラ - 栗原敏（第3話）
- チンピラ - 鈴木弘道（第3話）
- シンヤさん - 真夏竜（第3話）
- ボクサー・黒崎ジュンジ - 春田二三夫（第3話）
- 吉田昌雄（第3話）
- コーチ - 相馬剛三（第3話）
- 好々園の大将 - 多々良純（第3話）
- 竜夫の友人・小田 - 小瀬格（第4話）
- 香坂さん - 杉浦佳子（第4話）
- 香坂さんのパパ - 宮田光（第4話）
- おかめ屋の爺さん - 野口元夫（第6話）
- 息子・カズヒコ - 宮寺康夫（第6話）
- 孫・太郎 - 藤森政義（第6話）
- 正くん - 加瀬悦孝（第6話）
- 妖女＝木の精 - 原良子（第7話）
- 花の精 - 松山バレエ団（特別出演）（第7話）
- 奥村弘（第7話）
- 研究員 - 宮崎和命（第8話）
- 研究所の守衛 - 里木佐甫良（第8話）
- タローとジローの飼い主 - 森康子（第8話）
- 研究員 - 田村元治（第8話）
- 研究員 - 猪野塚弘之（第8話）
- 研究員 - 松尾伸一（第8話）
- 玉田知子（第8話）
- 木内恒子（第8話）
- 雪原先生の兄 - 佐野守（第9話）
- ミドリの級友 - 鈴木真代（第9話）
- ミドリの級友 - 池谷智南（第9話）
- 佐川くんの母 - 喜多道枝（第10話）
- 柴田くんの母 - 林春江（第10話）
- 佐川くん - 宍倉伸一郎（第10話）
- 柴田くん - 岸祐一（第10話）
- 病院の客 - 大友町子（第10話）
- 河田理江 - 長谷川真砂美（第11話）
- 母・ヒロコ - 萩生田千津子（第11話）
- PTA役員 - 香取菅子（第11話）
- 出前持ち - 杉野邦夫（第11話）
- 大山モータース・店主 - 片山滉（第12話）
- 料理店・店主 - 大東梁佶（第12話）
- イナズマ団 - 貝之瀬一夫（第12話）
- イナズマ団 - 益田哲夫（第12話）
- イナズマ団 - 岩城一男（第12話）
- その妻 - 花原照子（第12話）
- その息子・マサオ - 丹呉年克（第12話）
- 井上ヒロシ - 伊藤幸雄（第12話）
- 通行人のサラリーマン - 畠山麦（第13話）
- 影の国の少年・ジュン - 長井悟（第14話）
- 影の国の警察 - 大月ウルフ（第14話）
- 行者 - 今村原兵（第14話）
- ノブオくん - 岩本巧（第16話）
- 太一くん - 中村肇（第16話）
- 太一の兄 - 望月賢一（第16話）
- 釣り人 - 高杉哲平（第17話）
- トラックの運転手 - 中島元（第17話）
- ルミの母 - 加川三起（第17話）
- 少女・ルミ - 須賀沢真理子（第17話）
- 作業員 - 栗原敏（第17話）
- 作業員 - 益田哲夫（第17話）
- 作業員 - 井上清和（第17話）
- 作業員 - 吉田昌雄（第17話）
- 大山刑事 - 福原秀雄（第18話）
- 西条五郎刑事 - 高橋健二（第18話）
- 黒木美術館長 - 中井啓輔（第18話）
- 大山の娘 - 山本百合子（第18話）
- 城南署・主任 - 柄沢英二（第18話）
- 怪盗ルパン - 鈴木弘道（第18話）
- その一味 - 横山稔（第18話）
- 体育教師・横山 - 高橋利道（第19話）
- サッカーの選抜メンバー - 遠山秀樹（第19話）
- サッカーの選抜メンバー - 浅田善幸（第19話）
- サッカーの選抜メンバー - 時任ゆかり（第19話）
- サッカーの選抜メンバー - 菊地和仁（第19話）
- サッカーの選抜メンバー - 高橋かおり（第19話）
- サッカーの選抜メンバー - 伊藤智之（第19話）
- 病院の客 - 小甲登技恵（第20話）
- 倉本美樹（第20話）
- ボスの父の遺影 - 藤村有弘・二役（第21話）
- 医師 - 名川貞郎（第22話）
- 神父 - ローエル・ニールソン（第22話）
- 写真屋さん - 菅原日出夫（第22話）
- 神父の声 - 依田英助（第22話）
- 芦川千鶴ちゃん - 平井幸代（第23話）
- 千鶴の母 - 角谷美佐子（第23話）
- 死神老人 - 天本英世（第23話）
- 家庭教師 - 植田峻（第24話）
- 虎男の担任 - 酒井郷博（第24話）
- 恭子ちゃんの母 - 松浪志保（第24話）
- 恭子ちゃん - 木村恭子（第24話）
- 病院の客 - 花悠子（第24話）
- 魔の谷の巨人 - 団巌（第25話）
- 病院の客 - 浦山紀子（第25話）
- 犬を連れたおじさん - 岩城和男（第25話）
- 魔の谷の巨人の声 - 渡部猛（第25話）※ノンクレジット
- ゼリアン王女 - 柿崎澄子・二役（第25話）

## スタッフ
- 原作：石森章太郎（てれびくん、小学館学習雑誌、テレビランド 連載）
- プロデューサー：落合兼武（テレビ朝日）、吉川進（東映）
- 脚本：上原正三、安藤豊弘、西条道彦、長坂秀佳、筒井ともみ
- 人形操作：ドンキイ劇場（現：どんきい劇場）[6]
- 技斗：山岡淳二（第18話）
- 音楽：渡辺宙明
- 音楽制作：あんだんて
- 撮影：原秀夫、小林武治
- 照明：戸塚和夫
- 美術：山口熙、島田定信
- 仕上制作：映広音響
- 録音：太田克己
- 編集：菅野順吉
- 効果：原田千昭
- 選曲：村田好次
- 助監督：平山公夫、福島孔道
- 記録：安倍乃婦子、堀よし子
- 進行主任：小迫進、大橋和男
- 美術操演：エキスプロダクション
- 装置：生田美術
- 美粧：入江美粧
- 衣裳：東京衣裳
- 合成：チャンネル16
- 現像：東映化学
- 制作担当：伊東暉雄、大里俊博
- 監督：竹本弘一、山田稔、折田至、富田義治、平山公夫
- 制作：テレビ朝日、東映

## 音楽
音楽は『ジャッカー電撃隊』から引き続き渡辺宙明が担当、ヒーロー作品が多い渡辺としては珍しいファンタジー系の作品となった。BGMは2017年にコロムビアサウンドトレジャーシリーズの1つとして初商品化された。
オープニングテーマ「透明ドリちゃん」
作詞：石森章太郎 / 作曲・編曲：渡辺宙明 / 歌：大杉久美子、ザ・チャープス
エンディングテーマ「夢の国の王女さま」
作詞：八手三郎 / 作曲・編曲：渡辺宙明 / 歌：大杉久美子、ザ・チャープス

## 制作
前番組『ジャッカー電撃隊』が1977年末に打ち切られたことを受け、本作品は当初から半年間の放送予定で開始された。日本初の実写魔法少女ものであり、本作品のコンセプトは後に東映が制作する東映不思議コメディーシリーズ（1981年 - 1993年、フジテレビ系列）の原型ともなった。8%で始まった視聴率も終盤には12%を記録するほどの人気を得て、予定通りの放送期間をまっとうした。ヒーロー作品からファンタジー作品への転換であったが、小学生を主人公としたことにより、男女問わず視聴者層にアピールできたという。
本作品は、『仮面ライダー』以来多くの作品を手掛けてきた、東映生田スタジオで撮影された最後の作品でもある。エキスプロダクションの八木功は、本作品はホームドラマ要素が強く、一風変わった作品を撮っていた東映生田スタジオで撮る作品ではなかったと感じていたという。
ミドリと虎男が透明人間になるシーンでは、ドリームボールを片手に「ベルカイアルアマサラク、ナイナイパ!!」という呪文を唱えるが、これは映像合成処理で一旦妖精に変身したのち、透明になるという演出が施されている。
妖精の造形物は着ぐるみ・操演・ハンドパペットなどさまざまな手法が用いられ、ファンタスティックな世界観を演出していた。
食事シーンでは、調理スタッフがいなかったことから美術スタッフが料理を手掛けており、ハンバーグが生焼けだったこともあった。エキスプロの八木は、「『仮面ライダー』以来、美術の範疇外である爆破や操演もこなしてきたが、料理は無理だった」と述べている。

## 備考
ガンバス大王役の藤村有弘は連続ドラマのレギュラー出演は生前最後となった。もともとレギュラー出演は少なかったがその後は、ゲスト出演のみとなる。

## 放送日程
| 放送回 | 放送日   | サブタイトル               | 脚本       | 監督     |
| ------ | -------- | -------------------------- | ---------- | -------- |
| 1      | 01月07日 | パパ! 私を叱って           | 上原正三   | 竹本弘一 |
| 2      | 1月14日  | ふたりだけの秘密           | 上原正三   | 竹本弘一 |
| 3      | 1月21日  | 涙のラーメン勝負           | 長坂秀佳   | 山田稔   |
| 4      | 1月28日  | 小さな生命（いのち）だから | 上原正三   | 竹本弘一 |
| 5      | 2月04日  | 愛されて困ります           | 上原正三   | 山田稔   |
| 6      | 2月11日  | 泣くな! コロッケ           | 長坂秀佳   | 竹本弘一 |
| 7      | 2月18日  | 妖女の子守唄               | 上原正三   | 山田稔   |
| 8      | 2月25日  | タローとジロー             | 上原正三   | 竹本弘一 |
| 9      | 3月04日  | 先生の恋人は!?             | 安藤豊弘   | 山田稔   |
| 10     | 3月11日  | 誕生会なんて嫌い           | 西条道彦   | 竹本弘一 |
| 11     | 3月18日  | 仮面の優等生               | 長坂秀佳   | 山田稔   |
| 12     | 3月25日  | 愛が守った約束             | 安藤豊弘   | 山田稔   |
| 13     | 4月01日  | パパと対決 ガンバス大王    | 上原正三   | 竹本弘一 |
| 14     | 4月08日  | SF少年ジュン               | 上原正三   | 竹本弘一 |
| 15     | 4月15日  | 妖精たちの運動会           | 上原正三   | 富田義治 |
| 16     | 4月22日  | 二人の泥んこ大将           | 長坂秀佳   | 富田義治 |
| 17     | 4月29日  | 金色に光る犬               | 上原正三   | 竹本弘一 |
| 18     | 5月06日  | ミドリは名探偵             | 上原正三   | 竹本弘一 |
| 19     | 5月13日  | 友情のゴールめざして       | 筒井ともみ | 平山公夫 |
| 20     | 5月20日  | お母さんの不思議           | 上原正三   | 平山公夫 |
| 21     | 5月27日  | 父さんの腕に抱かれたい     | 安藤豊弘   | 折田至   |
| 22     | 6月03日  | 私たち結婚します           | 上原正三   | 折田至   |
| 23     | 6月17日  | 超能力おじさんの正体       | 長坂秀佳   | 富田義治 |
| 24     | 6月24日  | 青山家最大の難事件         | 上原正三   | 富田義治 |
| 25     | 7月01日  | さようなら妖精たちよ       | 上原正三   | 平山公夫 |

## 放送局
- テレビ朝日：土曜 19:30 - 20:00
- 北海道テレビ：土曜 19:30 - 20:00[15]
- 青森放送：土曜 17:30 - 18:00[16]
- 秋田放送：木曜 17:00 - 17:30[17]
- 山形テレビ：月曜 18:00 - 18:30[18]
- 岩手放送
- 東日本放送：土曜 19:30 - 20:00[19]
- 福島中央テレビ：月曜 17:00 - 17:30[20]
- 新潟放送：金曜 17:00 - 17:30[21]
- 長野放送：火曜 18:00 - 18:30 [22]
- 石川テレビ：火曜 18:00 - 18:30[23]
- 福井放送
- 静岡放送
  - 静岡けんみんテレビ（現：静岡朝日テレビ）：最終回のみ（サービス放送）
- 名古屋テレビ（現：メ～テレ）：土曜 19:30 - 20:00[24]
- 朝日放送：土曜 18:00 - 18:30（先行放送）[25]
- 山陰中央テレビ：金曜 17:55 - 18:25 [26]
- 広島ホームテレビ：土曜 19:30 - 20:00[27]
- 山口放送
- 瀬戸内海放送：土曜 19:30 - 20:00[27]
- 四国放送
- 南海放送：月曜17:25 - 17:55[28]
- 高知放送
- 九州朝日放送：土曜 19:30 - 20:00[29]
- 大分放送
- 熊本放送：火曜 17:00 - 17:30[30]
- 鹿児島テレビ：火曜 17:50 - 18:20[31]
- 琉球放送

## 映像ソフト化
- 2008年7月21日発売の「石ノ森章太郎 生誕70周年 DVD-BOX」に第1話が収録され、初の映像ソフト化となった。
- 2015年12月9日にベストフィールドより、テレビシリーズ全話を収録したHDリマスター版のDVD-BOXが発売された。

## CS放送・ネット配信

### CS放送
- 東映チャンネル：2015年8月 - 11月、2017年8月 - 11月
  - 「石ノ森章太郎劇場」枠にて放送。

### ネット配信
- 東映特撮YouTube Official…2024年7月8日 - 10月7日